# 英雄旅程

英雄旅程的圖解

英雄旅程（英語：Hero's journey）又稱為單一神話（英語：monomyth）是敘事學和比較神話學中的一種公式（形式），廣泛應用在各種故事類型和戲劇結構。主軸圍繞在一個踏上冒險旅程的英雄，這個人物會在一個決定性的危機中贏得勝利，然後得到昇華轉變或帶著戰利品歸返到原來的世界。英雄旅程可以輕易轉換成現代戲劇、喜劇、漫畫、愛情故事或冒險動作電影:71。

## 術語
對英雄神話敘事的研究始於1871年，人類學家愛德華·伯內特·泰勒對常見的英雄旅程模式進行了觀察。後來，其他學者陸續提出關於英雄神話敘事的各種理論，如心理學家奧托·蘭克的佛洛伊德精神分析法、拉格蘭勳爵（Lord Raglan）的統一神話儀式。受到心理學家卡爾·榮格神話觀影響的神話學家約瑟夫·坎伯最終提出了英雄旅程公式，他在1949年的作品《千面英雄 (1949)》中描述了基本敘事模式：
| “ | 一個英雄從平凡世界冒險進入一個非常世界——得到了神話般的力量，並取得了決定性的勝利——英雄帶著某種能力從這個神秘的冒險中回來，和他的同胞共享利益。 | ” |

約瑟夫·坎伯從《芬尼根的守靈夜》中引用了術語「單一神話」，這個單數形式意味英雄旅程是終極的敘事原型。

## 概要
約瑟夫·坎伯描述了英雄旅程的17個階段，並非所有英雄旅程都必須明確包含所有的17個階段，一些故事可能只關注其中一個階段，或者以不同的順序處理這些階段。17個階段可以通過多種方式組織，包括劃分為「三幕」部分：
1. 啟程（或隔離）
2. 啟蒙（或下凡、神化）
3. 歸返

在敘事的啟程部分，英雄或主角生活在「平凡世界」，並接到一個冒險的召喚。英雄不願意跟隨這個召喚，但是得到了師傅的幫助。然後，跨越門檻到一個未知或「非常世界」。在敘事的啟蒙部分，他在那裡單獨（或在盟友的幫助下）面對任務或試煉。英雄最終到達「洞穴的最深處」或者是冒險旅程中最危險的地方，他在那裡必須經歷「折磨」、克服主要的障礙或戰勝敵人，經歷「神化」並獲得他的「獎賞」（「寶藏」或「萬靈丹」 ）。然後英雄必須帶著他的獎賞歸返「平凡世界」。「非常世界」的守衛可能會追捕英雄，或者英雄可能不願意歸返，或者因為外界的干預獲救，或者被迫歸返。在敘事的歸返部分，英雄再次穿越兩個世界之間的門檻，用他獲得的「獎賞」或「萬靈丹」回到「平凡世界」，這時候英雄可能會為了同胞的利益而使用它。英雄本人則因為冒險旅程而改變，並在兩個世界中獲得智慧或精神力量。
約瑟夫·坎伯的方法在敘事學、神話學和心理學中得到了廣泛應用，特別是自1980年代以來，已經發表了許多基本結構的變體摘要。在坎貝爾解釋之後，人們發現19世紀和20世紀初的比較神話學中也有類似的術語描述，特別是俄羅斯文學家弗拉基米爾·雅可夫列維奇·普羅普將俄羅斯民間故事的結構劃分為31個階段。
| 敘事結構 | 約瑟夫·坎伯（1949年）                                                                   | 大衛·亞當斯·李明（1981年）                    | 菲爾·庫辛奈（1990年）                           | 克里斯多夫·佛格勒（2007年）                                           |
| -------- | --------------------------------------------------------------------------------------- | --------------------------------------------- | ----------------------------------------------- | --------------------------------------------------------------------- |
| I.啟程   | 1. 冒險的召喚 2. 拒絕召喚 3. 超自然的助力 4. 跨越門檻 5. 鯨魚之腹                       | 1. 神奇的構想誕生 2. 英雄的啟蒙 3. 隔離及準備 | 1. 冒險的召喚                                   | 1. 平凡世界 2. 冒險的召喚 3. 拒絕召喚 4. 遇上師傅 5. 跨越第一道門檻   |
| II.啟蒙  | 1. 試煉之路 2. 與女神相會 3. 狐狸精女人 4. 向父親贖罪 5. 神化 6. 終極恩賜               | 1. 試煉和探索 2. 死亡 3. 墮入地獄             | 1. 試煉之路 2. 願景追求 3. 與女神相會 4. 恩賜   | 1. 試煉、盟友、敵人 2. 進逼洞穴最深處 3. 苦難折磨 4. 獎賞（掌握寶劍） |
| III.歸返 | 1. 拒絕歸返 2. 魔幻逃脫 3. 外來的救援 4. 跨越歸返的門檻 5. 兩個世界的主人 6. 自在的生活 | 1. 復甦 2. 昇華、神化和贖罪                   | 1. 魔幻逃脫 2. 跨越歸返的門檻 3. 兩個世界的主人 | 1. 歸返之路 2. 復甦 3. 帶著萬靈丹歸返                                 |

## 常見的角色原型
好萊塢電影製片人兼作家克里斯多夫·佛格勒指出了英雄旅程中會出現的各種原型:73-154：
- 英雄 ——主角，通常都是正派角色，但也可能會展現陰暗、軟弱、猶豫或負面的自我。
  - 自願型英雄
  - 無奈型英雄
  - 群體型英雄
  - 獨行俠英雄
  - 反英雄
  - 悲劇英雄
  - 催化劑型英雄
  - 搗蛋型英雄

- 師傅 ——協助、教導、訓練、贈與寶物或保護主角
  - 發明家型師傅
  - 動機型師傅
  - 良知型師傅
  - 道具型師傅
  - 啟蒙型師傅

- 門檻守衛 ——阻礙、考驗或威脅主角
- 使者 ——改變、提供動機給主角
- 變形者 ——誤導、偽裝、反面投射，引入疑慮或懸念
- 陰影 ——掀起衝突或挑戰主角
- 盟友 ——陪伴、鬥嘴、良知、搞笑、打雜或突顯主角的人性
  - 非人類的盟友
  - 動物盟友
  - 冥界盟友
  - 僕人型盟友
  - 一整群盟友
- 搗蛋鬼 ——惡搞、轉折、改變觀點或帶來歡樂

## 克里斯多夫·佛格勒的十二階段
克里斯多夫·佛格勒指出了英雄旅程中的十二階段:156-353：
1. 平凡世界 ——故事以平凡世界開始，可做為比較基準，凸顯非常世界的特別之處。平凡世界也代表英雄的背景和出身。最佳的構思是將平凡世界與非常世界塑造成南轅北轍，使英雄旅程更加戲劇化。平凡世界的作用也包括困境的伏筆、向英雄拋出問題、向觀眾介紹英雄出場、營造認同感；並展示英雄的悲劇性缺陷、傷痛、解說背景故事和主題。
2. 冒險的召喚 ——要求英雄上路的各種形式，代表抉擇過程。許多故事中，冒險的召喚可能不只一個。
3. 拒絕召喚 ——凸顯旅程的危險和代價。英雄拒絕召喚最常見的方式就是「找藉口」，然後都會被迫上路。
4. 遇上師父 ——提供英雄上路所需的任何東西。師傅也可以是反派角色，誤導英雄走上絕路或背叛英雄。
5. 跨越第一道門檻 ——第一幕的結尾，英雄來到兩個世界的邊界，開始上路，故事真正開始。
6. 試煉、盟友、敵人 ——進入非常世界，英雄開始迎接試煉、結交盟友或樹立敵人，三者順序不拘。敵人也經常以競爭對手取代。
7. 進逼洞穴最深處 ——即將抵達非常世界的核心，通常更加神秘。在愛情故事中，則是求愛即將成功的階段。許多故事經常以另一個非常世界、第二道門檻、更困難的試煉來取代。
8. 苦難折磨 ——故事核心，最真實的恐懼。與敵人對抗，英雄一定會在這裡有各種形式的死亡象徵，或受到死亡影響，才能重生。
9. 獎賞（掌握寶劍） ——死裡逃生的英雄獲得報酬，換得在非常世界中追尋的某種東西。
10. 歸返之路 ——第三幕的開頭，可能會是故事的轉折點，英雄將繼續上路或回到平凡世界，也是另一道門檻。在許多案例中，這裡會是追逐場面、報復性行動或更強大的阻礙。
11. 復甦 ——故事高潮，最後一次面對死亡或威脅，英雄與敵人的最後對決、犧牲、轉變或做出最困難的抉擇。
12. 帶著萬靈丹歸返 ——故事結局，英雄從非常世界回到平凡世界，而且帶著戰利品。封閉式結局會讓故事回到起點，開放式結局則讓情節繼續。

## 流行文化
至少從1970年代開始，英雄旅程公式就在美國文學研究和寫作指南中非常流行。克里斯多夫·佛格勒根據約瑟夫·坎伯的研究，創建了7頁的電影公司備忘錄《千面英雄實用指南》。這份備忘錄後來發展為1990年代後期的著作《作家之路：從英雄的旅程學習說一個好故事》。1977年，喬治·盧卡斯的《星際大戰四部曲：曙光乍現》幾乎出現時就被列為英雄旅程。眾多其它流行的小說作品也都可歸類於英雄旅程公式，包括愛德蒙·史賓賽的《仙后》、赫爾曼·梅爾維爾的《白鯨記》、夏綠蒂·勃朗特的《簡·愛》，以及查爾斯·狄更斯、威廉·福克納、威廉·薩默塞特·毛姆、傑洛姆·大衛·沙林傑、厄尼斯特·海明威、馬克·吐溫、威廉·巴特勒·葉慈、克利夫·斯特普爾斯·路易斯、J·R·R·托爾金、
謝默斯·希尼和史蒂芬·金等人的作品。
在約瑟夫·坎伯和比爾·莫耶斯的紀錄片《神話的力量》中，導演喬治·盧卡斯和坎伯廣泛探討了英雄旅程對《星際大戰》系列電影的影響。盧卡斯表示，在他完成早期電影《美國風情畫》之後的1970年代早期：「我確實發現沒有現代化的神話故事......所以當我開始對童話故事、民間傳說和神話進行更加艱苦的研究時，我開始閱讀坎伯的書。在此之前我沒有讀過任何坎伯的書......這是非常怪異的，因為在讀《千面英雄》時我開始意識到，我的《星際大戰》初稿也是遵循著經典主題」。《神話的力量》製作十二年後，莫耶斯和盧卡斯再次見面，參加了1999年「星際大戰與神話」的採訪，進一步討論坎伯作品對盧卡斯電影的影響 。此外，史密森尼學會在美國國家航空航天博物館贊助了一個名為「星際大戰：神話的魔法」展覽，該展覽討論了坎伯作品如何影響《星際大戰》電影。

### 基於坎伯訪談的書籍
- Cousineau, Phil (编). . Forward by Stuart L. Brown. New York: Harper and Row. 1990.
- Moyers, Bill; Flowers, Betty Sue (编). . 1988.

### DVD
- Campbell, Joseph & Moyers, Bill.  (Documentary series). PBS. 1988.
- Balnicke, Janelle & Kennard, David (directors).  (Biography). 1987.

## 外部連結
- The Romantic Appeal of Joseph Campbell